# Assassin's Creed Shadows
Assassin's Creed Shadows is een computerspel dat is ontwikkeld door Ubisoft Quebec en uitgegeven door Ubisoft voor de PlayStation 5, Windows, Xbox Series, macOS. Het actierollenspel kwam uit op 20 maart 2025.
Shadows is het veertiende spel in de Assassin's Creed-serie en volgt het spel Mirage uit 2023 op.

## Plot
Het verhaal speelt zich af in de zestiende eeuw in Japan, tegen het eind van de Sengokuperiode, een periode van hevige burgeroorlogen, en richt zich op de eeuwenoude ruzies tussen de Assassijnen en de Tempeliers.

## Gameplay
In het spel kunnen spelers als Naoe Fujibayashi, een vrouwelijke ninja, of als Yasuke, een samoerai van Afrikaanse afkomst spelen. Beide personages hebben een unieke speelstijl, waarmee de missies verschillend gespeeld kunnen worden.
Nieuw in dit spel is de mogelijkheid om gehurkt te kruipen over de grond, om zo door kleine openingen te geraken. Het hoofdpersonage kan zich verstoppen in ondiep water en Eagle Vision (Adelaarsoog) keert terug in dit spel.
Ook de wisselende seizoenen hebben invloed op de gameplay. Zoals het oversteken van bevroren meren in de winter en schuilen in hoog gras in de zomer. In het spel kunnen spionnen worden gerekruteerd of ambtenaren worden omgekocht om aan informatie te komen.
Ten slotte heeft Ubisoft historische wapens uit de tijdsperiode verwerkt in het spel, zoals de katana, shuriken, kunai en de kusarigama. Elk van de wapens heeft een eigen vaardigheidsboom (skill tree), voor het toekennen van vaardigheidspunten.

## Ontwikkeling
Shadows werd aangekondigd in september 2022 onder de werktitel Assassin's Creed: Codename Red. Ubisoft kondigde ook aan dat Shadows onderdeel zou gaan uitmaken van een nieuw concept onder de titel Assassin's Creed Infinity.
De eerste grote bekendmaking over de inhoud van het spel kwam op 15 mei 2024. Hier werd ook de titel en releasedatum bekend. Tevens is Shadows het eerste spel in de serie dat is ontwikkeld voor negende generatie spelcomputers, zoals de PlayStation 5 en Xbox Series.
Aanvankelijk stond Shadows gepland voor uitgave op 15 november 2024. Ubisoft kondigde aan om de uitgavedatum te verschuiven naar een later moment, naar eigen zeggen om het spel verder bij te poetsen. In januari 2025 werd het spel opnieuw uitgesteld, dit keer naar 20 maart 2025. Als reden voor het tweede uitstel werd het verwerken van feedback gegeven en om spelers een betere eerste speeldag te kunnen bieden.

## Ontvangst
| Recensiescore       | Recensiescore                |
| Recensieverzamelaar | Score                        |
| ------------------- | ---------------------------- |
| Metacritic          | 78% (PC) 81% (PS5) 85% (XBS) |
| Publicist           | Score                        |
| Eurogamer           | 4/5                          |
| GameSpot            | 8                            |
| IGN                 | 8                            |
| Power Unlimited     | 9                            |

Het spel ontving overwegend positieve recensies. Men prees vooral de gameplay, verkenning, en stijl van de open wereld in het oude Japan. Ook was men te spreken over de lenigheid van de ninja. Kritiek was er op de trage Yasuke, wiens gameplay minder goed werkte, het verhaal, dat vooral om wraak draait, en de repetitieve en grote hoeveelheid missies.
Het Nederlandse Power Unlimited gaf het spel een 9 en IGN Benelux beoordeelde Shadows met een 8.
Op de website Metacritic heeft het spel verzamelde scores van 78% voor pc, 81% voor PlayStation 5, en 85% voor Xbox Series. Gamers gaven het spel gemiddeld een 5,9, gebaseerd op 2591 recensies.
Het spel bereikte twee dagen na uitgave ruim twee miljoen actieve spelers. Het werd daarmee volgens Ubisoft populairder dan voorgangers Origins en Odyssey.